# Charles Stumar

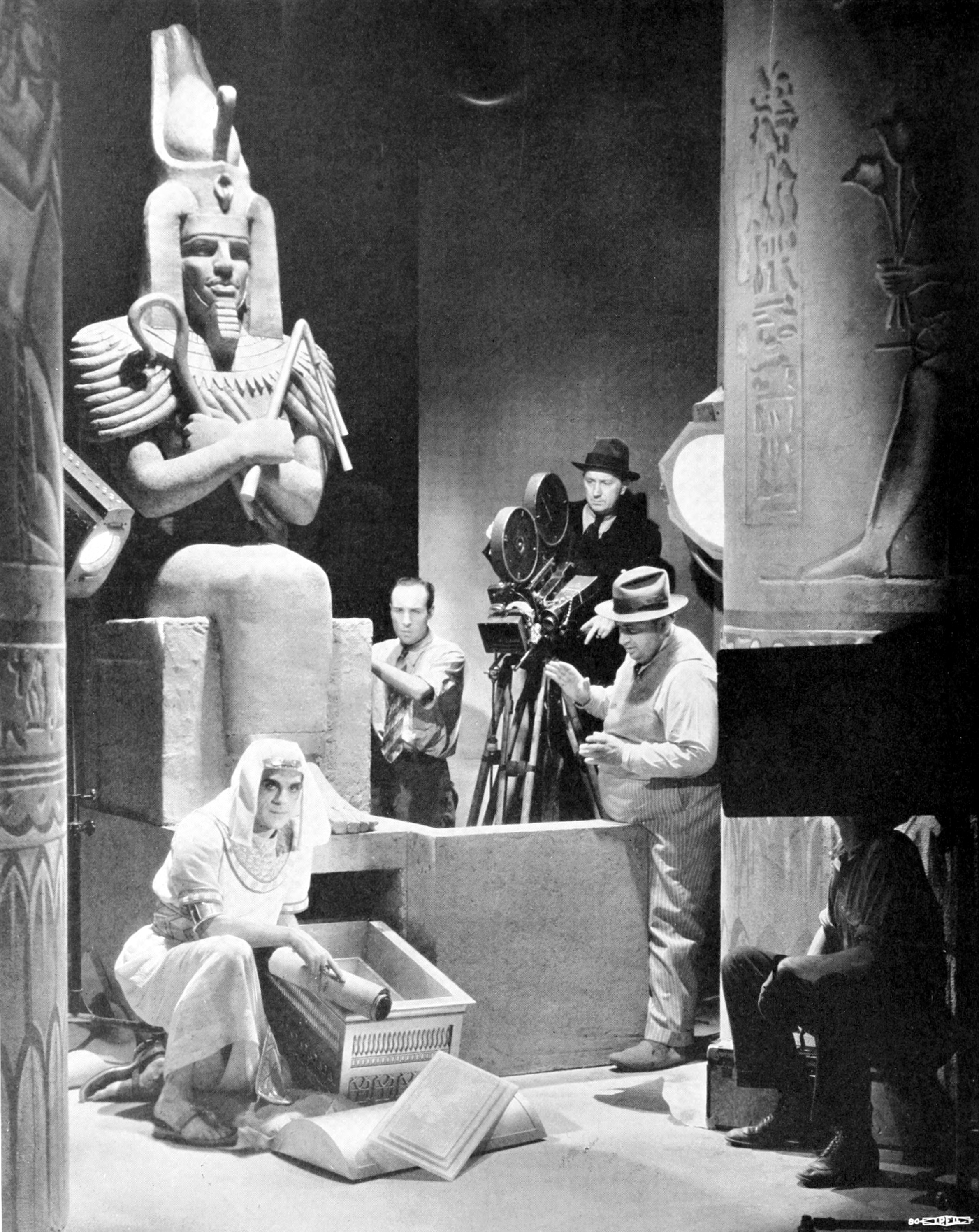
Charles Stumar hinter der Kamera während der Dreharbeiten zu Die Mumie. Links: Hauptdarsteller Boris Karloff, rechts: Regisseur Karl Freund, ein ehemaliger Kameramann

Charles J. Stumar (* 28. August 1890 in Budapest, Österreich-Ungarn; † 29. Juni 1935 bei Westlake Village, Kalifornien, Vereinigte Staaten) war ein US-amerikanischer Kameramann und als solcher ein Spezialist für Horrorfilme des frühen Tonfilms.

## Leben und Wirken
Stumar kam schon in sehr jungen Jahren in die USA und begann seine berufliche Laufbahn 1908 bei der Lubin Co. in Philadelphia. In der Spätphase des Ersten Weltkriegs begann Stumar in eigener Verantwortung Filme zu fotografieren, ab 1920 als Chefkameramann der Universal Studios. 1923 war er ungenannt an der ersten bedeutsamen Der Glöckner von Notre Dame-Verfilmung beteiligt, vier Jahre später fotografierte Stumar die für nahezu vier Jahrzehnte einzige Filmfassung des Jugendbuchklassikers Onkel Toms Hütte.
Unmittelbar vor Ende des Stummfilmzeitalters wurde Stumar von seinem Arbeitgeber nach Berlin entsandt, um für die deutsche Universal-Filiale eine Reihe von überwiegend minder wichtigen Filmen zu fotografieren. Mit Wilhelm Dieterles nahezu zweistündigem Kini-Porträt Ludwig der Zweite, König von Bayern gestaltete Stumar 1929 auch einen ambitionierten Kinofilm. Nach rund einem Dutzend Filme kehrte Charles Stumar nach Hollywood zurück, wo er mit „Liebe auf Befehl“ die deutschsprachige Version des Films „Boudoir Diplomat“ fotografierte. Er war auch Kameramann bei „The Doomed Battalion“, der Hollywood-Version des Luis-Trenker-Films Berge in Flammen. Furore machte er mit der stimmungsvollen Schwarzweißfotografie mehrerer Horrorfilmklassiker, vor allem Die Mumie, Der Werwolf von London und Der Rabe, wo er die beiden Firmenstars Boris Karloff und Bela Lugosi kongenial ins Bild setzte.
Charles Stumar, ein erfahrener Pilot, starb Mitte 1935 infolge des Absturzes eines von ihm gesteuerten Spezialflugzeuges. Unter ihm erlernte in Berlin der spätere Starkameramann Robert Surtees sein Handwerk. Stumars jüngerer, gleichfalls in Budapest geborener Bruder John Stumar (1892–1962) arbeitete ebenfalls als Kameramann.

## Filmografie (Auswahl)
- 1917: Chicken Casey
- 1917: The Firefly of Tough Luck
- 1918: Little Orphant Annie
- 1918: Keys of the Righteous
- 1918: Without Honor
- 1919: Sahara
- 1919: The Lone Wolf‘s Daughter
- 1920: Sex
- 1920: Love
- 1920: Love Madness
- 1921: Lügende Lippen (Lying Lips)
- 1921: Greater Than Love
- 1922: When Husbands Deceive
- 1922: Forsaking All Others
- 1922: Der Kampf um die Goldmine (Caught Bluffing)
- 1922: The Power of a Lie
- 1923: Der Glöckner von Notre Dame (The Hunchback of Notre Dame)
- 1923: Abysmal Brute
- 1923: Aus dem Leben einer Hofdame (A Lady of Quality)
- 1923: The Midnight Quest
- 1924: The Gaiety Girl
- 1924: Stolen Secrets
- 1924: The Turmoil
- 1925: Raffles, der Juwelenmarder (Raffles, the Amateur Cracksman)
- 1925: Where Was I?
- 1926: The Combat
- 1926: Cohen contra Miller (The Cohens and Kellys)
- 1927: Perch of the Devil
- 1927: Onkel Tom’s Hütte (Uncle Tom's Cabin)
- 1928: The Michigan Kid
- 1928: Ausflug in die Liebe (Anybody Seen Here Kelly ?)
- 1928: The Price of Fear
- 1929: Zwischen den Seilen (The Shakedown)
- 1929: Frühlingsrauschen
- 1929: Durchs Brandenburger Tor
- 1929: Das Schweigen im Walde
- 1929: Der Teufelsreporter
- 1929: Die seltsame Vergangenheit der Thea Carter
- 1929: Ludwig der Zweite, König von Bayern
- 1929: Ich lebe für Dich
- 1929: Geheimpolizisten
- 1929: Auf Leben und Tod
- 1930: Gehetzte Mädchen
- 1930: Zeugen gesucht
- 1930: Der Nächste, bitte!
- 1930: Das Rheinlandmädel
- 1930: Eine Stunde Glück
- 1930: Liebe auf Befehl
- 1931: Aloha
- 1931: Nice Women
- 1931: Der Mannsteufel (A House Divided)
- 1932: The Doomed Battalion
- 1932: Steady Company
- 1932: Die Mumie (The Mummy)
- 1933: Billion Dollar Scandal
- 1933: Black Beauty
- 1933: Saturday’s Millions
- 1934: Bombay Mail
- 1934: The Countess of Monte Cristo
- 1934: Romance In The Rain
- 1934: Der Werwolf von London  (The Werewolf of London)
- 1935: Transient Lady
- 1935: Storm Over The Andes
- 1935: Manhattan Moon
- 1935: Der Rabe (The Raven)